# 닥하현
닥하현(베트남어: Huyện Đắk Hà / 縣得河)은 베트남 중부 고원 지방 꼰뚬성의 현이다.

## 행정 구역
닥하현은 1시진, 10사를 관할하고 있다.

### 시진
- 닥하 시진 (Thị trấn Đăk Hà, 得河市鎭)

### 사
- 닥흐링사 (Xã Đắk Hring, 得赫英社)
- 닥라사 (Xã Đắk La, 得羅社)
- 닥롱사 (Xã Đắk Long, 得龍社)
- 닥마사 (Xã Đắk Mar, 得馬社)
- 닥응옥사 (Xã Đắk Ngọk, 得玉社)
- 닥쁘씨사 (Xã Đắk Pxi, 得博希社)
- 닥우이사 (Xã Đắk Uy, 得威社)
- 하몬사 (Xã Hà Mòn, 河門社)
- 응옥레오사 (Xã Ngọk Réo, 玉饒社)
- 응옥왕사 (Xã Ngọk Wang, 玉旺社)